# 渡邊杏奈
渡邊 杏奈 (わたなべ あんな、2009年7月29日 - ) は、日本の子役女優、モデル、タレント。クレヨン所属。

## 概要
趣味は、工作、絵、クイズ。
特技は、変顔、漢字。
「クイズ!あなたは小学5年生より賢いの?」の名物である「助っ人小学生」の5人の一人 クラスのリーダー役 あんなちゃんとして出演した。

## 出演

### テレビ番組
- 水曜日のダウンタウン（2018年、TBS）
- 江戸川区「区民祭り紹介動画」（2018年、JCOM）サキ 役
- リンカーン秋SP芸人大運動会2019（2019年10月16日、TBS）競技アシスタント
- ザ!世界仰天ニュース 世界のすごい女子2時間SP「優秀な小学3年生を襲った心の病」（2019年、日本テレビ）
- ぐるナイ（2019年、日本テレビ）木村佳乃再現 木村佳乃（幼少期） 役
- JAPANGLE 和室篇（2019年3月27日、NHK Eテレ）
- もやモ屋 第4回「北京から来たおじいさん」（2019年、NHK Eテレ）チエ 役[4]
- クイズ!あなたは小学5年生より賢いの?（2020年4月17日 - 2021年3月19日、日本テレビ）助っ人小学生[3]

### 映画
- 杉山卓監督「ぬぐえない血」（2020年、日本映画大学卒業制作）大谷真菜（幼少期） 役[5]

### 舞台
- 新版 喜劇 売らいでか! -亭主売ります-（2017年、東宝）山内まり子 役

### CM
- 小学館「小学一年生」（2016年）
- かんぽ生命「かんぽ」（2016年）高畑充希幼少期
- TULIP「おいしさそのまま、パッケージリニューアル篇」（2016年）
- マクドナルド「ハッピーセット すみっコぐらし」（2017年）
- タカラトミー「しゃべクル」（2018年）
- セガトイズ「ゆびわんこ」（2018年）

### スチール写真
- タカラトミーアーツ「マジックスプレー」パッケージ（2018年）
- ライフコーポレーション アパレル（2020年）

### 広告
- ライフコーポレーション チラシ（2019年）
- 伊藤忠都市開発「CREVIA」（2017年）

### Webメディア
- 小学館「ぴっかぴか絵本 さいごのひみつ」ミリ役
- 小学館 小学一年生「でんじろう先生の科学実験」（2016年）
- ソニー「Toio」（2017年）
- ソニー 世代をつなぐ、プログラミング「KOOV®（クーブ）」（2019年）

### ミュージックビデオ
- むぎ (猫)「君に会いに」（2019年）ねずみちゃん 役

### 雑誌
- 小学館「小学一年生」レギュラー（2016年）